# 脱狱 (游戏)
《脱狱》（又译作）是一款由SNK制作和发行的清版动作游戏。本游戏最初于1988年在街机发行，后于1989年6月30日在日本地区FC游戏机发行，于1989年9月在北美地区发行。
本游戏可以2个人同时游戏。游戏的目的是逃脱敌人的基地。玩家需要通过四个关卡，其中充满了各种各样防止玩家逃脱的敌方士兵。
与街机版本不同的是，对于FC版本，只有一个游戏可以进行游戏。